# Гелдроп-Мірло
Гелдроп-Мірло (нід. Geldrop-Mierlo) — муніципалітет у Нідерландах, у провінції Північний Брабант. Утворений 1 січня 2004 року об'єднанням міст Гелдроп і Мірло, які до того часу мали статус окремих муніципалітетів.

## Топографія
Нідерландська топографічна карта муніципалітету Гелдроп-Мірло, червень 2015 року

## Визначні уродженці
- Дріс ван Агт (нар. 1931) — колишній Прем'єр-міністр Нідерландів, 1977-1982
- Дірк Ліппітс (нар. 1977) — нідерландський веслувальник, срібний олімпійський медаліст
- Марсель Балкестейн (нар. 1981) — нідерландський гравець у хокей на траві, срібний олімпійський медаліст
- Мінк ван дер Верден (нар. 1988) — нідерландський гравець у хокей на траві, срібний олімпійський медаліст
- Майкел ван дер Влетен (нар. 1988) — нідерландський вершник, срібний олімпійський медаліст

## Галерея

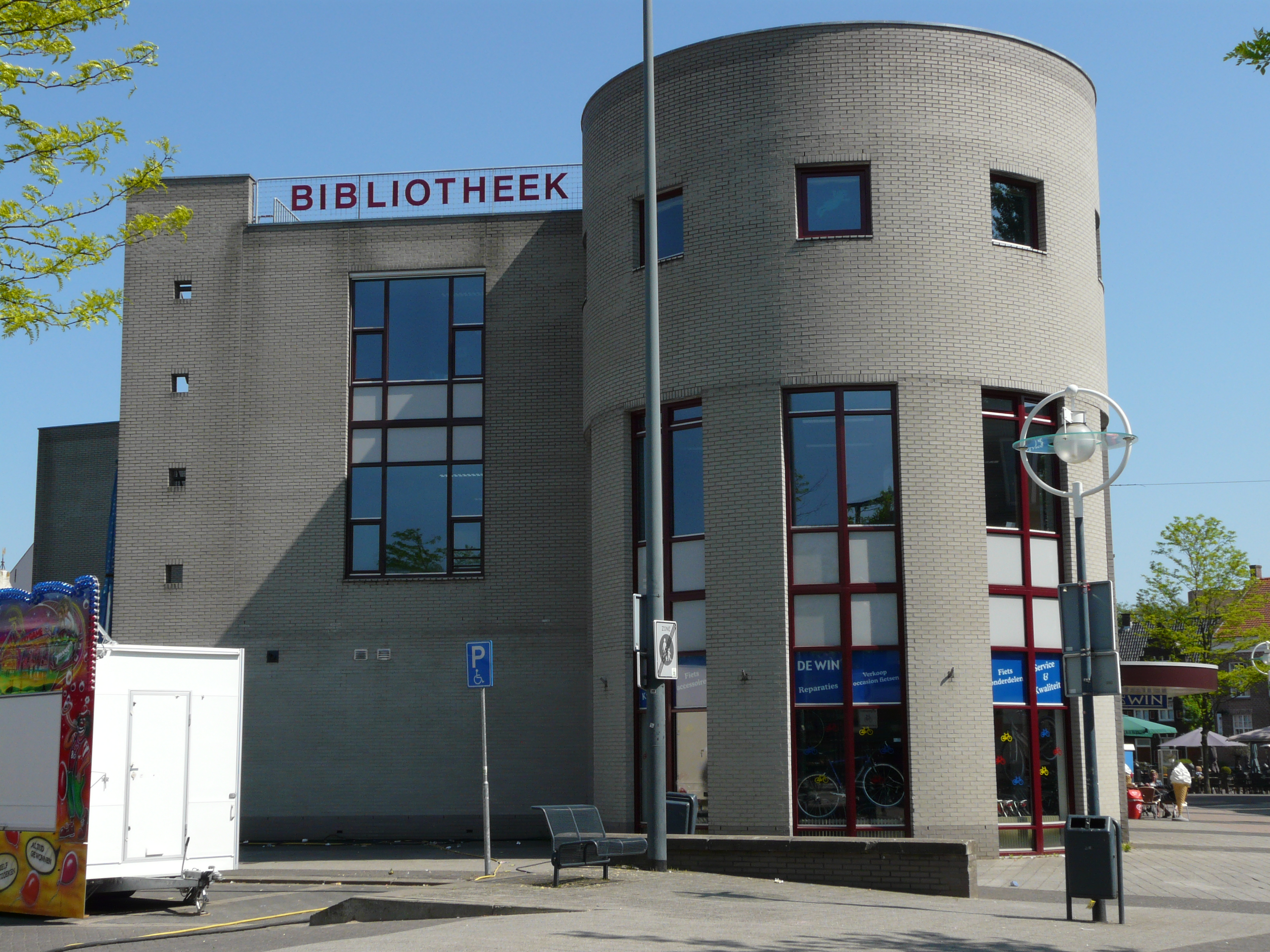
Бібліотека у Гелдропі
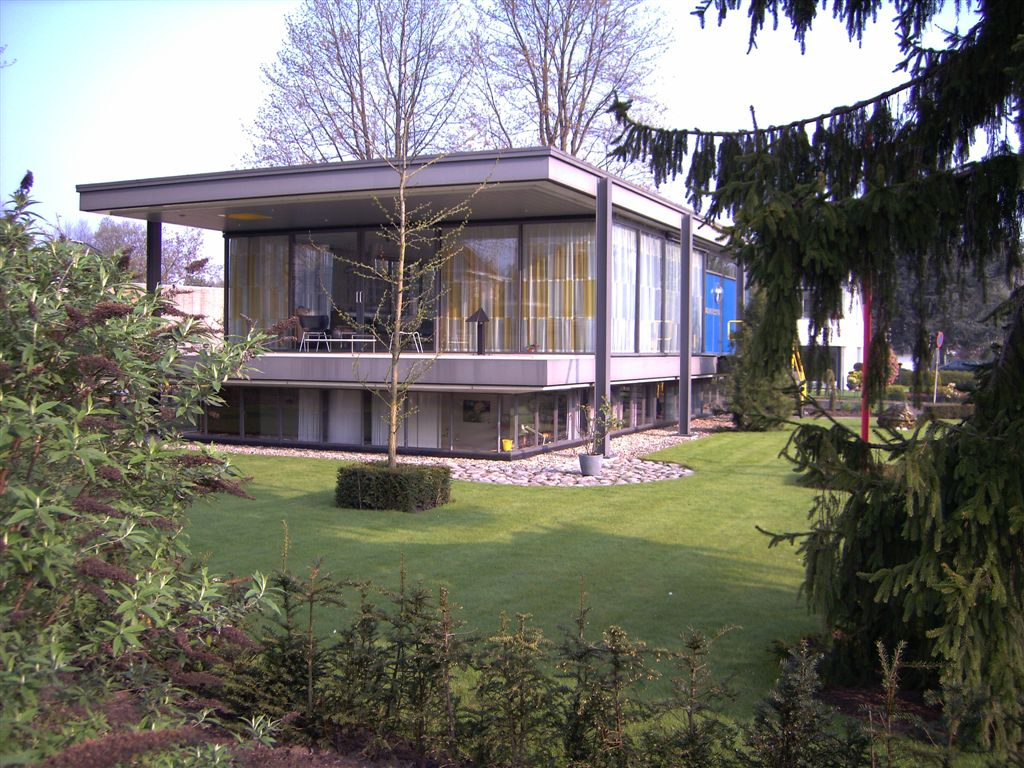
Будинок у Гелдропі
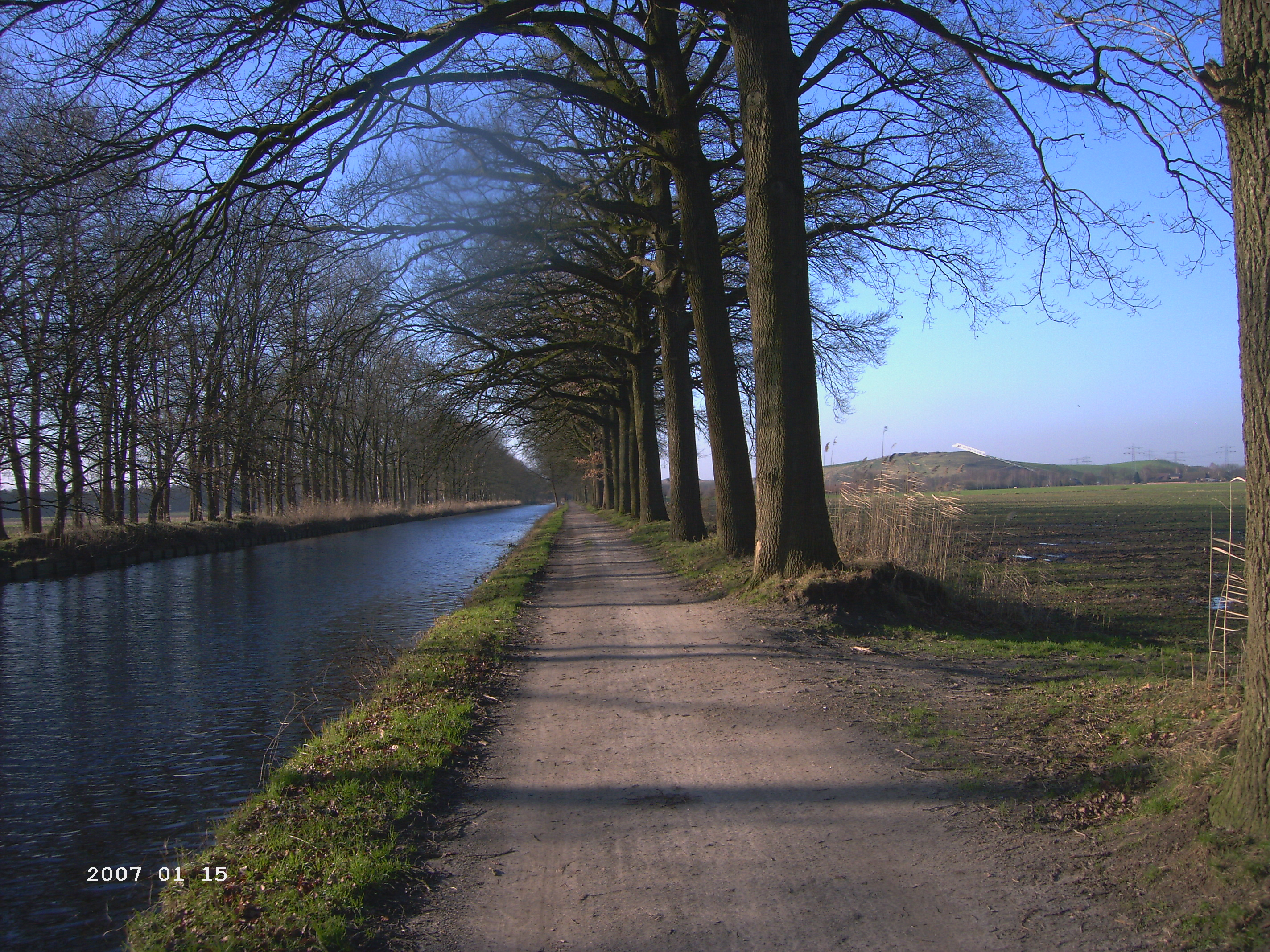
Набережна каналу
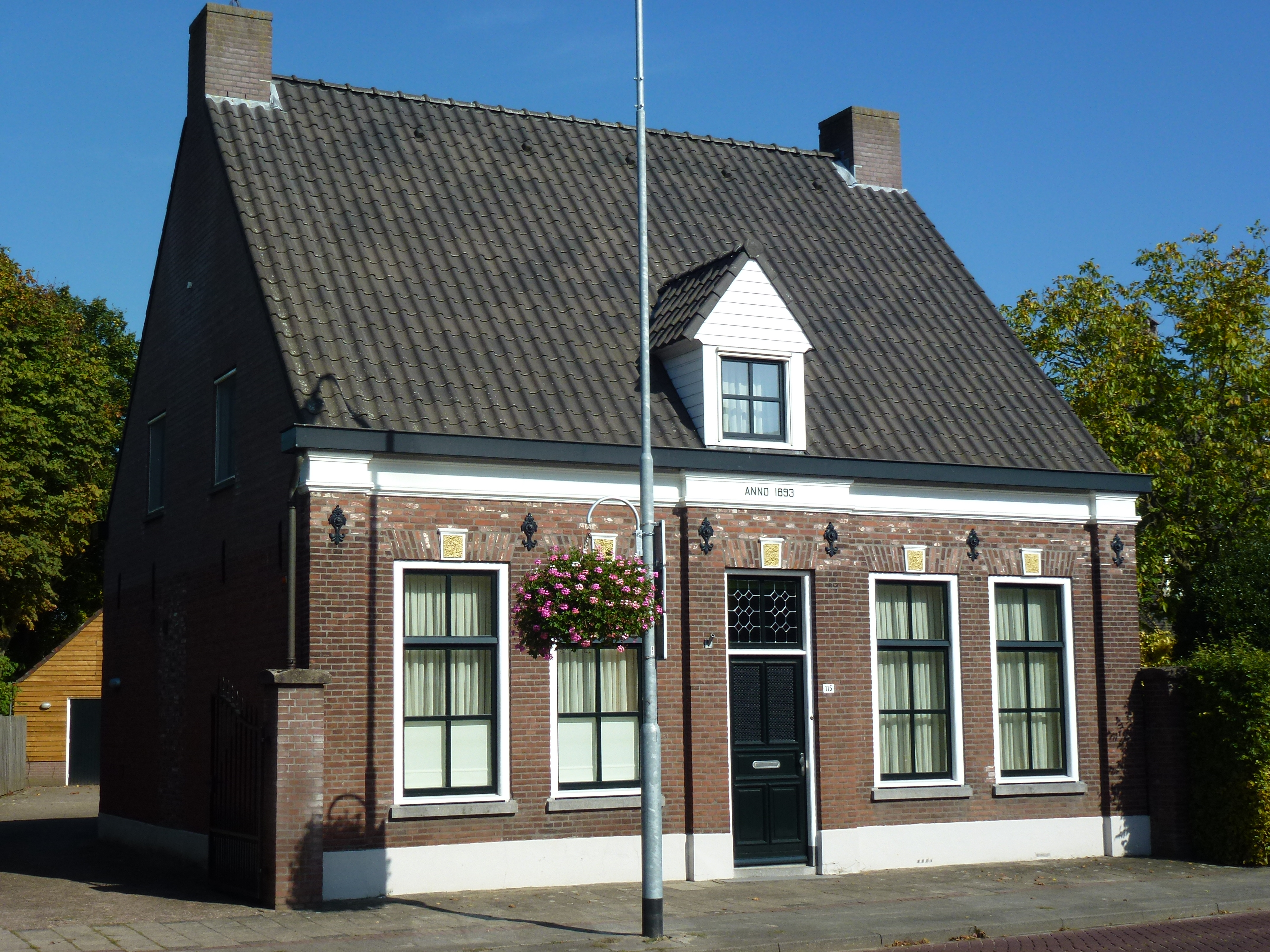
Будинок у Мірло